# Le Châtelet
 Le Châtelet  —también conocida como Le Châtelet-en-Berry— es una población y comuna francesa, situada en la región de  Centro, departamento de Cher, en el distrito de Saint-Amand-Montrond y cantón de Le Châtelet.

## Demografía
| 1233 | 1226 | 1265 | 1151 | 1106 | 1104 |
| Para los censos de 1962 a 1999 la población legal corresponde a la población sin duplicidades (Fuente: INSEE [Consultar]) |      |      |      |      |      |